# Le Brusquet
Le Brusquet település Franciaországban, Alpes-de-Haute-Provence megyében. Lakosainak száma 967 fő (2022. január 1.). Le Brusquet Digne-les-Bains, Draix, La Javie, Marcoux és La Robine-sur-Galabre községekkel határos.

## Népesség
A település népességének változása:
| Lakosok száma | 264  | 585  | 787  | 991  | 964  | 966  | 958  | 960  | 966  | 967  |
|               | 1968 | 1982 | 1990 | 2006 | 2013 | 2015 | 2017 | 2019 | 2020 | 2022 |